# Émile Janier
Émile Janier (1909-1958), est un orientaliste arabisant et berbérisant français, né à Dame-Marie (Orne) le 25 décembre 1909 et mort à Tlemcen (Algérie) le 12 janvier 1958. Militant et intellectuel catholique, disciple de Louis Massignon et animateur des Équipes sociales nord-africaines à Lyon puis à Paris dans les années 1930, il fut le dernier directeur de la Médersa de Tlemcen (1945-1951) et l'auteur de nombreuses études d'archéologie, d'épigraphie, d'histoire et de sociologie des régions de Tlemcen et d'Oran, ainsi que d'essais politiques parus entre 1946 et 1949 sous le pseudonyme Paul-Émile Sarrasin.

## Biographie

### Enfance
Aîné de deux enfants, Émile Victor Janier est né à Dame-Marie, un village du canton de Bellême dans le Perche, de parents agriculteurs originaires de Pléchâtel (Ille-et-Vilaine). Son père, Victor Janier, mobilisé au 15e Escadron du Train des Équipages militaires, fait partie du corps expéditionnaire français envoyé à Salonique sur le front oriental de la Grande Guerre. Déjà rescapé du naufrage du navire sur lequel son escadron s'était embarqué, il décède du paludisme à Salonique le 18 juillet 1917, « mort pour la France de maladie contractée en service commandé ». Élève appliqué, le jeune Émile est remarqué par le curé de sa paroisse et obtient une bourse qui lui permet de suivre des études secondaires en internat à l'école Bignon de Mortagne-au-Perche, à côté de la maison natale du philosophe Alain, où il se passionne pour l'étude du grec et du latin.

### De Lyon à Paris, la naissance d'une vocation missionnaire
Au terme de ses études secondaires, Émile Janier arrive en 1929 à Lyon, où il passe une licence de lettres classiques et s'engage dans la Ligue missionnaire des étudiants de France, une association dont sera issu le mouvement Ad Lucem et qui inspirera de nombreuses vocations de laïcs missionnaires, comme celle du Dr Louis-Paul Aujoulat. Il y fait la rencontre de l'islamologue Louis Massignon, professeur au Collège de France, qui lui confie l'animation des Équipes sociales nord-africaines, une œuvre sociale fondée en 1930 sur le modèle des Équipes sociales de Robert Garric. Mouvement d'éducation populaire d'inspiration chrétienne, ces dernières cherchaient à retrouver, dans la vie civile, la fraternité née dans les tranchées entre bourgeois et ouvriers par des pratiques d'éducation mutuelle. À leur image, les Équipes nord-africaines vont chercher à rapprocher chrétiens et musulmans dans une entente mutuelle : Émile Janier part à la rencontre des travailleurs immigrés nord-africains (parmi lesquels de nombreux Kabyles) dans les cafés maures de la banlieue lyonnaise pour leur donner des cours d'alphabétisation, tout en apprenant l'arabe et le berbère à leur contact. Au sortir de la Seconde Guerre mondiale, l'œuvre des Équipes nord-africaines sera poursuivie par l'Amicale des Nord-Africains Résidant en France (ANARF), dirigée par Louis Rouani.
Ces années lyonnaises sont pour Émile Janier l'occasion de se rapprocher de tout un milieu de réformateurs catholiques préoccupés de problèmes missionnaires, qui gravitent autour de la paroisse Notre-Dame-de-Saint-Alban dans l'Est lyonnais : le cardinal Henri de Lubac, jésuite et théologien, alors professeur à l'Institut catholique de Lyon et dont la pensée nourrira le concile Vatican II, le père Joseph Folliet, auteur d'une thèse sur Le droit de colonisation, l'abbé Jules Monchanin, promoteur d'un dialogue religieux hindou-chrétien, l'abbé Edouard Duperray, responsable du foyer de l'Institut franco-chinois de Lyon, ou encore le père René Voillaume, fondateur de la congrégation des Petits Frères de Jésus, qu'Émile Janier devait revoir après son installation en Algérie au monastère d'El Abiodh Sidi Cheikh, à l'orée du désert.
Professeur de lettres, Émile Janier est nommé à Paris en 1935. Il en profite pour approfondir ses connaissances de l'arabe et du berbère en suivant les conférences d'Edmond Destaing, titulaire de la chaire de berbère à l'École des langues orientales, ainsi que de William Marçais et Marcel Cohen, qui enseignent l'arabe et la grammaire comparée chamito-sémitique à la section des sciences historiques et philologiques de l'École pratique des hautes études, où il a pour camarade un jeune sociologue marxiste, Maxime Rodinson, qui deviendra l'un des plus grands orientalistes de sa génération. Émile Janier fréquente aussi le Centre des hautes études d'administration musulmane (CHEAM) dès sa création en 1936, dans les bureaux duquel il fait la rencontre du berbérisant Georges Marcy, normand comme lui, avec qui il lie une longue amitié. Toujours engagé dans les Équipes sociales nord-africaines à Gennevilliers, il est l'un des premiers membres d'une confrérie spirituelle fondée par Louis Massignon en 1938 pour poursuivre l'œuvre de Charles de Foucauld sous le nom d'«Union » ou «Sodalité du Directoire ». Celle-ci est organisée autour d'un principe cher à Massignon, la Badaliya (dérivé arabe signifiant « remplacement, échange avec le soldat tiré au sort »), qui vise à comprendre « l’autre en se substituant à lui, en entrant dans la composition de l’autre, en reflétant en soi-même la structure mentale, le système de pensée de l’autre ». René Voillaume figure parmi les premiers membres de l'Union, avec l'italianisante Lucienne Portier, le graveur Georges Barat et l'éditeur Paul Flamand, futur fondateur des Éditions du Seuil, qui sont assistés de l'abbé Marc Gérin et de Jean Mohammed Abdeljalil, un prêtre franciscain marocain, converti au catholicisme sous le parrainage de Massignon.

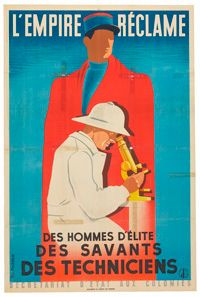
Affiche non datée du secrétariat d'État aux Colonies du Gouvernement de Vichy.

### La défaite de 1940 et la découverte de l'Algérie
Officier de réserve au 7e régiment de tirailleurs algériens à Constantine, où il avait fait son service militaire en 1935, Émile Janier vient d'être nommé secrétaire aux Affaires indigènes de Ghardaïa, dans le Sud algérien, quand éclate la Seconde Guerre mondiale. Pupille de la Nation, il est néanmoins mobilisé au 121e RI de Montluçon et envoyé dans l'Est de la France pendant la drôle de guerre. À la suite de la débâcle de juin 1940, il se trouve dans la Vienne et parvient à rejoindre Lyon par-delà la ligne de démarcation, où il trouve refuge chez son ami Jean Mohammed Abdeljalil. En décembre 1940, il part pour l'Algérie où il vient d'être nommé professeur de lettres (français et latin) à la Médersa de Tlemcen, après avoir postulé à l'École supérieure des lettres d'Alger. Il y épouse en 1942 Pierrette Martineu, la fille du directeur d'une succursale de la Banque de l'Algérie, issue d'une famille d'agriculteurs originaire des Pyrénées-Orientales et installée à Tlemcen depuis les années 1880. Infirmière, elle soigne les soldats musulmans de retour du front européen, qu'elle reçoit à son domicile.
Durant son temps libre, Émile Janier parcourt les régions berbérophones d'Oranie pour y entreprendre des enquêtes de sociologie : à l'été 1942, il réalise une enquête de terrain sur les « industries indigènes » dans le massif des Trara, autour de Nedroma, puis à l'été 1943 une monographie de la tribu rifaine des Bettiwa, installée depuis le XIVe siècle sur le territoire de la commune mixte de Saint-Leu près d'Arzeu, où une institutrice, Malva-Maurice Vincent, venait de dégager plusieurs édifices sur le site romain de Portus Magnus. Une « enquête sur les survivances berbères dans la région de Tlemcen », qui restera inachevée, devait être consacrée à la tribu des Beni-Bou-Saïd, à la frontière marocaine près de Marnia, qu'avait déjà étudiée Edmond Destaing au début du XXe siècle. Les relations entre colons et « indigènes », le choc de la colonisation et la destruction de la société traditionnelle n'apparaissent qu'accidentellement dans l'ethnographie d'Émile Janier, qui est tournée vers la recherche de « survivances » antérieures à la conquête arabe dans la langue, la religion et les mœurs berbères, à l'image de la science coloniale de son temps. S'il considère que les Bettiwa sont proches de l'« état de nature », il semble néanmoins prendre ses distances à l'égard du « mythe kabyle », qui voyait dans les peuples berbérophones une civilisation tardivement et superficiellement islamisée, qui auraient été de ce fait plus aisément assimilable à la culture française que les Arabes. Dressant un parallèle inattendu et sans doute involontaire entre la colonisation de l'Algérie et l'occupation allemande de la France, il écrit par exemple en 1945 au sujet des Bettiwa :

« Derrière tous les systèmes d'administration, la coutume berbère est restée, plus vivante que les civilisations d'importation des conquérants. (...) Les Berbères nient l'existence du temps et nous ramènent aux formes d'humanité les plus simples comme aussi les plus vieilles. Ils donnent la preuve que peuvent coexister toutes les formes d'organisation politique et sociale. Aussi semblent-ils, par leur existence même, porter la condamnation des civilisations qui se croient universelles et des régimes qui se disent totalitaires. Le spectacle d'une telle simplicité, d'une telle solidité et d'une telle pérennité est plutôt consolant que décourageant. Il montre que, si les maîtres de l'heure passent, les hommes au fond demeurent les mêmes. »

### La direction de la Médersa de Tlemcen
En 1943, Émile Janier remplace Philippe Marçais, parti combattre les forces de l'axe, à la direction de la Médersa de Tlemcen, devenant son successeur en titre en 1945. Instituée par l'administration coloniale en 1850 en même temps que les médersas de Constantine et de Médéa (qui sera déplacée à Blida puis à Alger en 1856) « pour former des candidats dépendants du culte, de la justice, de l’instruction publique indigène et des bureaux arabes », lieu de transmission d'une double culture musulmane et française, la médersa de Tlemcen avait au tournant du XXe siècle accueilli parmi les plus grands noms de l'orientalisme français : Maurice Gaudefroy-Demombynes (directeur de 1895 à 1898), Auguste Cour, Edmond Doutté, Edmond Destaing, les frères William et Georges Marçais (directeur de 1898 à 1905 pour le premier, directeur en intérim de 1914 à 1916 pour le second) et surtout Alfred Bel (directeur de 1905 à 1935 puis directeur en intérim en 1939-1940), qu'Émile Janier avait côtoyé à Tlemcen à la fin de sa vie avant son départ pour Meknès en septembre 1943, et auquel il rendra un long hommage dans les pages du Bulletin de la Société de Géographie et d'Archéologie d'Oran. En application du décret du 27 novembre 1944, le nouveau directeur accompagne la transition de la médersa de l'enseignement supérieur vers l'enseignement secondaire, puis est nommé proviseur du lycée franco-musulman de Tlemcen à la suite du décret du 10 juillet 1951 qui transformait les trois médersas algériennes en « lycées d'enseignement franco-musulman », ouverts aux élèves européens et préparant désormais au baccalauréat.
De 1943 à 1951, Émile Janier est un collaborateur régulier de la Revue Africaine, le journal des travaux de la Société Historique Algérienne où Fernand Braudel avait signé ses premiers articles quinze ans plus tôt, ainsi que du Bulletin de la Société de Géographie et d'Archéologie d'Oran de 1944 à 1950. Sa première publication, une note d'épigraphie reprenant le titre d'un article d'Alfred Bel paru dans la Revue Africaine en 1911, le ramène aux sources de la colonisation de la région de Tlemcen : celle-ci donne la traduction d'une inscription arabe dressée en 1846 sur ordre du général Cavaignac, alors commandant militaire de Tlemcen. Trouvée à l'emplacement d'un ancien sanctuaire que le Génie avait fait détruire pour dégager les remparts du Méchouar, cette plaque adressée à la population musulmane « dans un souci de politique indigène » rendait hommage au saint homme en l'honneur duquel le sanctuaire avait été érigé, un dénommé Sidi Ahmed bel Hacène el Ghomari, qui vécut au XVe siècle.
En 1946, il prend la présidence de la Société des Amis du Vieux Tlemcen, instituée dix ans auparavant par Alfred Bel pour accueillir le deuxième congrès de la Fédération des sociétés savantes de l'Afrique du Nord. La société se dote de nouveaux statuts, qui lui donnent pour but « de recueillir et de mettre en lumière les faits et documents qui se rapportent à l’étude de Tlemcen et de l’arrondissement de Tlemcen, ainsi que des habitants de ce territoire, dans le domaine de la géographie, de la préhistoire, de l’archéologie, de l’histoire, de l’ethnologie, de la sociologie, des sciences, de la langue et de la littérature et des arts ». L'activité de la société se partage entre des conférences et des excursions dans la région de Tlemcen, dont Émile Janier fait le compte rendu dans les quotidiens L'Ouest Oranais et L'Avenir de Tlemcen : au cours l'année 1946, les Amis du Vieux Tlemcen reçoivent par exemple le théologien hétérodoxe Gabriel Théry (alias Hanna Zakarias) pour une conférence sur « Le conflit entre la pensée de Ghazâli et la mentalité nord-africaine au XIIe siècle », ou encore le commandant Robert Montagne, venu parler de « L'évolution des pays arabes du Proche-Orient », tandis que le Cheikh Ahmed Zerdoumi, professeur à la médersa, donne une conférence sur le sujet suivant : « Le mariage est-il une vente dans le droit musulman ? ». De 1950 à 1956 quatre bulletins de la Société sont édités, sous le titre « Tlemcen d'hier et d'aujourd'hui », accueillant les écrits de nombreux collaborateurs musulmans (professeurs à la médersa ou au collège de Slane, instituteurs ou inspecteurs de l'enseignement primaire) à une époque où les « indigènes » étaient tenus à l'écart des sociétés savantes coloniales : parmi ceux-ci figuraient Abdeslam Aboubekr, Benali Belmimun, Mohammed Benblal, Abdallah Boudjakdji, Djilali Fardeheb, Bachir Guellil, Abdelhamid Hamidou, Abdelkader Mahdad, Abderrahman Mahdjoub et Abdeslam Meziane.

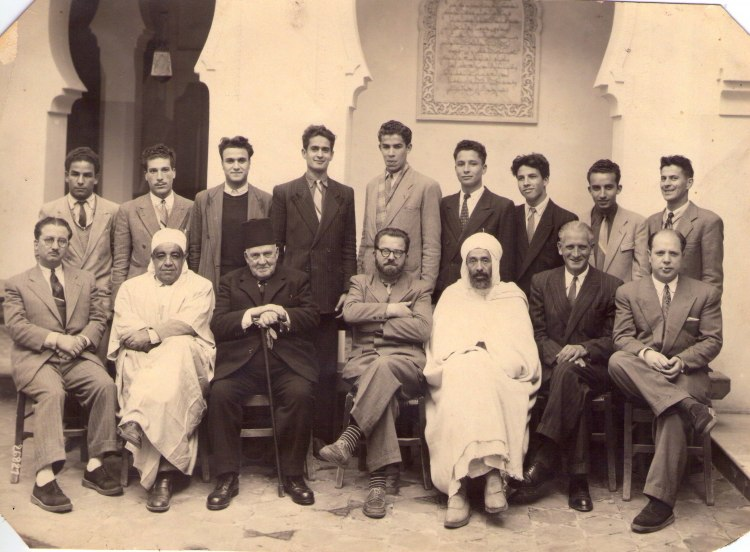
Les professeurs de la Médersa de Tlemcen et leurs élèves en 1950. Au 1er rang, de gauche à droite : MM. Foufa, Naïmi, Taleb, Janier et Zerdoumi.

### D'une guerre à l'autre: les émeutes du 8 mai 1945 et la «crise algérienne»
Profondément marqué par les émeutes de Sétif et leur répression par les autorités françaises le 8 mai 1945, Émile Janier, astreint au devoir de réserve, publie entre 1946 et 1949 sous le pseudonyme « Paul-Émile Sarrasin » un ensemble d'articles sur les partis nationalistes algériens et les aspirations de la jeunesse musulmane, notamment dans la revue d'inspiration catholique de Paul Buttin, Terres d'Afrique, qui se montre à l'occasion très critique envers la colonisation. C'est sous ce nom d'emprunt qu'il publie également en 1949 dans la collection « Rencontres » aux Éditions du Cerf un essai politique, intitulé La crise algérienne, où il livre une analyse du nationalisme algérien au lendemain du Statut de 1947, qui étendait les droits politiques des indigènes, devenus « sujets Français musulmans d'Algérie ». Plus sensible à la question de l'« évolution » des masses musulmanes qu'aux injustices du système colonial, il y appelle à résoudre les problèmes de cohabitation entre Européens et Musulmans par une action « compréhensive » et « humaine », qui prenne en compte les aspirations de la jeunesse musulmane vers une Renaissance culturelle, et plaide notamment en faveur de l'enseignement de la langue arabe, qu'un projet de réforme voulait interdire. Faisant sienne la formule du Général Lyautey, « il faut montrer sa force pour ne pas avoir à s'en servir », il condamne le recours à la force militaire sans remettre en cause la légitimité de la tutelle coloniale, bien qu'il concède qu'« un jour ou l'autre, le tuteur doit savoir s'effacer pour permettre à son pupille de faire l'essai de ses forces ».
Se réclamant de Charles Péguy et de Paul Valéry, Émile Janier y livre une critique globale de la société de son temps, qui rejoint le diagnostic d'une « crise totale de civilisation » posé par les non-conformistes des années 30 : alors que la « crise algérienne » n'est que le reflet d'une « crise mondiale », l'indépendance algérienne serait vécue comme une démission de la France, comme un abandon de sa mission civilisatrice et de sa vocation spirituelle qu'elle se doit de tenir face aux menaces intérieures et extérieures que constituent le « pouvoir dissolvant de l'argent » et l'affrontement des « matérialismes » anglo-saxons et russes qu'annonce la Guerre froide naissante. Mais le regard qu'Émile Janier porte sur la situation algérienne bute sur le modèle de l'évolutionnisme culturel, avec lequel le discours anthropologique de son temps n'a pas encore rompu, et qui lui fait qualifier la société musulmane d'Algérie de « moyenâgeuse ». Ce jugement n'était toutefois pas exclusif de la vision d'un creuset dans lequel devaient à terme se mêler les communautés européennes, juives et musulmanes d'Algérie. Dans un chapitre consacré à la question du peuplement de l'Algérie, il écrit :

« Imaginez un peu ce que peuvent être la sensibilité, les réactions sociales et morales chez un homme né d'un mariage mixte, dans un pays où les mariages mixtes sont très nombreux. (...) L'Algérie tend à devenir à échéance lointaine le pays de ces néo-produits. Ils se sont fait leur place dans la vie sociale et la vie économique. Demain ils la conquerront dans la vie politique. Les conflits de races, les émeutes sanglantes qu'ils déchaînent ne peuvent avoir de sens pour eux. Voilà bien sans doute la cause la plus efficace qui milite en faveur de l'apaisement des conflits de races et des idéologies raciales en Algérie. »

Cette difficulté à envisager l'autodétermination du peuple algérien est peut-être à rechercher dans la position institutionnelle d'Émile Janier, pris entre deux feux. Médiateur entre les cultures française et musulmane, il collabore à cette époque étroitement avec l'administration coloniale dont il est un informateur privilégié : le 20 mars 1948, il est admis comme stagiaire au Centre des Hautes Études d'Administration Musulmane dans la même promotion que Vincent Monteil, avec un  mémoire sur Les oulémas en Oranie et leurs médersas réformistes. L'Association des oulémas musulmans algériens, créée en 1931 par le cheikh Abdelhamid Ben Badis, avait développé un vaste réseau d'écoles primaires et secondaires réformées qui concurrençait le système d'enseignement français et allait être l'un des terreaux du nationalisme algérien. Les travaux d'Émile Janier au CHEAM s'inscrivaient ainsi dans le cadre d'une demande de recherches de l'administration sur le « développement des nationalismes » et les « tendances de la jeunesse ». Au terme de son stage, Émile Janier obtient le Brevet de hautes études d'administration musulmane en soutenant devant Robert Montagne deux mémoires, le premier sur Les Medersas algériennes, le second sur La jeunesse musulmane d'Oranie. Plus qu'un sursaut national, il semble percevoir les signes d'un réveil spirituel chez cette dernière, qui voudrait « reconquérir son âme coûte que coûte » après avoir longtemps imité la jeunesse occidentale : 

« Ce réveil ne peut qu'être brutal pour les Français qui essaient de la comprendre et de l'aimer. Nous sommes là en face d'un grand mouvement d'aspirations religieuses et culturelles, dont nous ne pouvons prévoir ce qu'il sera demain, mais qui représente assurément un apport positif pour une culture humaine. Ce qu'il y a de plus étrange, c'est que le sommeil ait été si long chez les musulmans. »

### «Regards sur le passé»: dernières recherches archéologiques et historiques
À la mort de son ami Georges Marcy le 16 septembre 1946, Émile Janier entreprend l'édition posthume de ses œuvres. Il fait publier en 1949 dans les collections de l’Institut des Hautes Études Marocaines son ouvrage majeur, Le droit coutumier zemmoûr, qui présentait selon son auteur « une coutume dans son état le plus pur, à peine adultérée par de minimes intrusions du chra’ ». Il fait aussi traduire, dans la revue Anuario de estudios Atlánticos, les travaux pionniers de ce dernier sur l’origine berbère des anciens parlers des Iles Canaries, issus de sa thèse de doctorat.
Émile Janier consacre les dernières années de sa vie à des recherches archéologiques et historiques. À mesure que s'annonce la Guerre d'Algérie, celui-ci remonte toujours plus loin dans le passé, s'intéressant tant à l'histoire musulmane de Tlemcen qu'aux traces de peuplement de la région à la Préhistoire et surtout à l'Antiquité, au risque de sacrifier à un second mythe colonial, celui de l'« Afrique latine », qui établissait une continuité entre la romanisation de l'Algérie et la colonisation française. Nommé conservateur du musée de Tlemcen à la mort d'Alfred Bel, il prend en 1949 la direction de la XVe circonscription archéologique algérienne et accueille en octobre 1952 le deuxième Congrès panafricain de préhistoire, menant les congressistes dans une excursion jusqu'à la frontière marocaine. Il entreprend alors de nombreuses fouilles et inspections dans la région de Tlemcen jusqu'à ce que la guerre de libération nationale ne ralentisse ses activités : aux grottes d'Ouzidan et au gisement du lac Karâr près de Remchi (Acheuléen), aux abris sous-roche de La Mouillah (Ibéro-maurusien), sur l'île de Rachgoun (antiquité punique), à Agadir dans les faubourgs de Tlemcen (antiquité romaine), à l'éperon fortifié de Sidi Medjahed au sud de Maghnia et sur les rives de la Tafna au lieu-dit de Damous (antiquité tardive).
En tant que conservateur du musée de Tlemcen, Émile Janier en enrichit la collection de nombreux documents et pièces archéologiques, et s'engage pour la défense des monuments historiques tlemcéniens, reprenant le rôle tenu en son temps par Alfred Bel. Il se livre également ces années-là à des études d'épigraphie latine, datant l'apparition du christianisme dans la région de Tlemcen aux alentours de 280 après Jésus-Christ. Publiée en hommage par l'archéologue amateur Jean Marion dans la revue Libyca en 1959, le compte-rendu des fouilles qu'il avait dirigé en avril 1955 sur l'éperon fortifié de Sidi Medjahed fut particulièrement remarqué : reconnaissant des inscriptions rappelant les djedars (des monuments funéraires romano-berbères de la région de Frenda), ces fouilles attestaient d'une pénétration du christianisme en Afrique du Nord au-delà du limes qui marquait la limite méridionale de la domination romaine, dans la période intermédiaire entre la chute de l'Empire et l'arrivée des Arabes que le géographe Émile-Félix Gautier avait appelé les « siècles obscurs du Maghreb ».
Si Émile Janier doit suspendre ses fouilles archéologiques au cours de l'année 1955 sous la menace de la guerre, le dialogue islamo-chrétien qu'il appelait de ses vœux n'est pas pour autant interrompu. En novembre 1955, il héberge ainsi à la médersa Louis Massignon, venu fonder l’Association Charles de Jésus - Père de Foucauld à Beni Abbès. Trois ans auparavant,  grâce à son ami chrétien Lounis Mahfoud, ancien élève de la médersa de Constantine, Massignon avait fondé à Tlemcen un comité badaliya islamo-chrétien, qu'il avait placé sous la direction du cadi Taleb Choaïb.

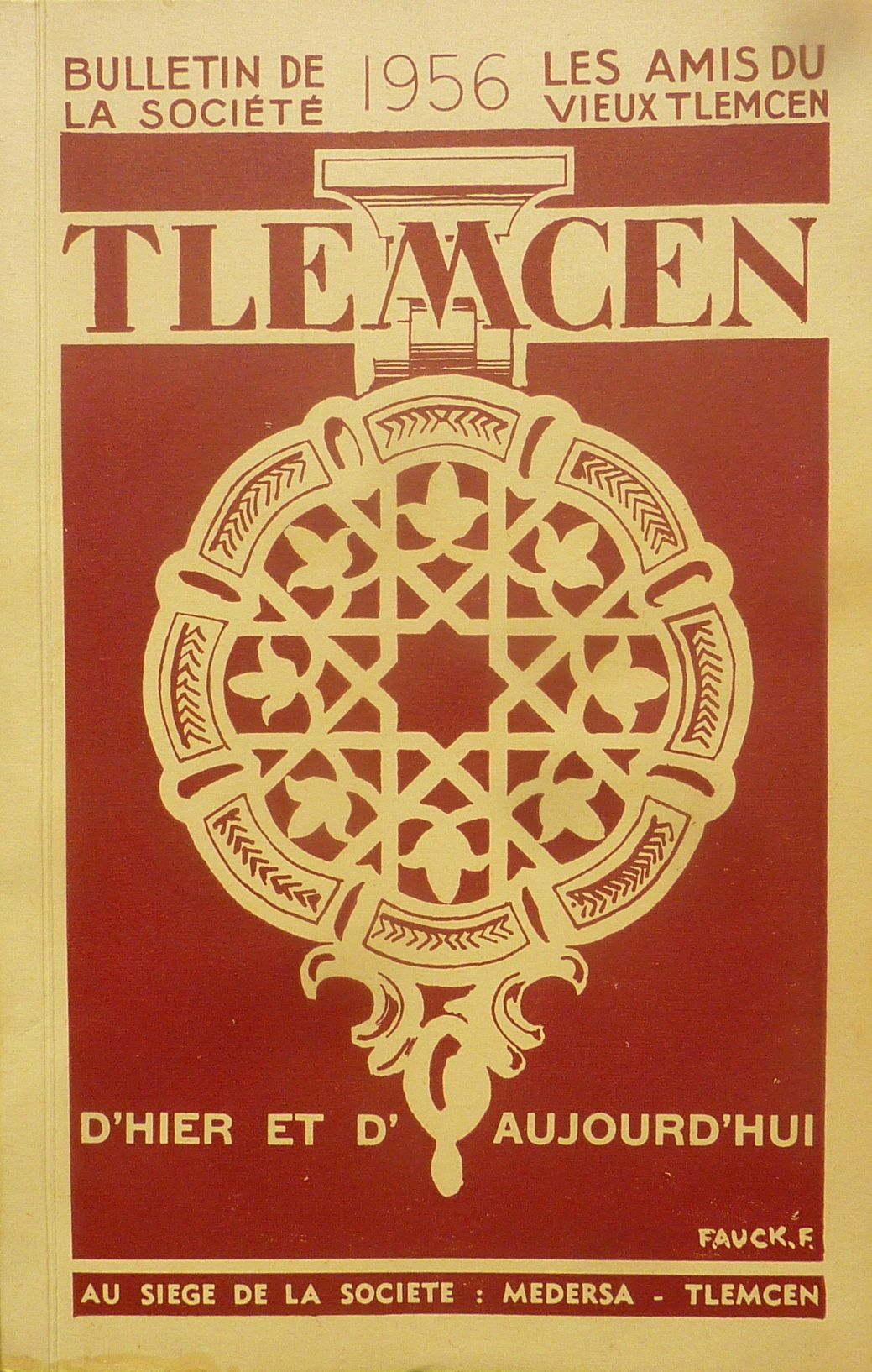
Bulletin de la Société Les Amis du Vieux Tlemcen, no 4, 1955-1956. Couverture de François Fauck.

### Décès et naissance d'une nation
Épuisé par les tensions grandissantes que l'extension du conflit algérien faisait naître entre les communautés européenne et musulmane, Émile Janier meurt le 12 janvier 1958 d'une attaque cérébrale, quelques jours après son 48e anniversaire. Enterré au cimetière chrétien de Tlemcen, il laissait dans le deuil une veuve et six enfants qui seront rapatriés pendant l'exode des pieds-noirs à l'été 1962.
Agent de la colonisation, Émile Janier avait malgré lui contribué à l'émancipation du peuple algérien par son action à la tête de la médersa de Tlemcen. Dès 1931, l'ancien ministre des Colonies Albert Sarraut notait ainsi les effets ambigus de « l'entreprise de civilisation » de l'école, qui « dans ses créations mêmes, forge le fer qui se retournera contre elle » :

« Comme partout l'école a fait des savants, mais elle a exacerbé la déception des ratés, qui prennent la tête des séditions. Elle a, d'autre part, éveillé et aiguisé l'esprit critique qui s'exerce plus âprement contre le pouvoir colonisateur en s'alimentant, d'ailleurs, à la lecture des journaux ou des pamphlets rédigés dans la langue même du pays souverain. Enfin (...) le souci honorable que nous avons eu de rappeler à des peuples indigènes qui les avaient oubliés les fastes de leur propre histoire et l'éclat de leurs anciennes civilisations (...) a réveillé parmi nos protégés des sentiments d'orgueil qui se font une arme contre nous des gloires du passé national. »

Ce constat amer fait écho aux témoignages d'Omar Dib, ancien élève de la Médersa de Tlemcen qui évoquait dans ses écrits le souvenir de savants musulmans estimés comme le juriste Ahmed Zerdoumi et le linguiste Si Kaddour Naïmi, qui allait remplacer à sa mort Émile Janier à la tête du lycée franco-musulman. Les médersas algériennes était en effet devenues depuis la Seconde Guerre mondiale un haut lieu d'activité nationaliste, des organisations politiques clandestines se constituant en leur sein dans la mouvance du « Manifeste du peuple algérien » de Ferhat Abbas.
Le 16 janvier 1956, au lendemain de l'exécution d'un militant nationaliste tlemcénien, le docteur Benaouda Benzerdjeb, plusieurs élèves de la médersa de Tlemcen avaient pris le maquis, alors que la ville était plongée dans une révolte pendant plusieurs jours. Parmi ceux-ci se trouvait Boudghene Ben Ali dit le « colonel Lotfi » (classe de 1955), commandant de la Wilaya V et héros de la révolution algérienne, qui devait trouver la mort le 27 mars 1960 à Djebel Béchar, tombé sous les feux de l'aviation française. En mai 1956, Mohamed Meziane, un ancien élève de la Médersa (classe de 1943) qu'avait bien connu Émile Janier et qui avait rejoint le Front de libération nationale au début de l'année 1955 en tant que chargé de la propagande et de la logistique du maquis de Sebdou, était quant à lui arrêté et torturé par les autorités françaises. 
Pendant que les uns payaient de leur vie la lutte pour l'indépendance, les autres étaient éliminés pour avoir refusé ce combat : le 1er février 1957, au troisième jour d'une grève générale décrétée par Ramdane Abane au moment où la « question algérienne » était examinée à l'Organisation des Nations unies, le directeur de l'école de la Gare de Tlemcen, Djilali Fardeheb, était assassiné par des membres de l'Organisation civile du FLN pour désobéissance aux consignes et écart de langage envers un messager. Parmi les plus proches collaborateurs d'Émile Janier, doyen des correspondants de Tlemcen, il avait écrit de nombreux articles pour La Voix des Humbles, Le Petit Tlemcénien et Alger Républicain, et avait contribué à chaque numéro du bulletin édité par la Société des Amis du Vieux Tlemcen entre 1950 et 1956.
En 1956 paraissait dans l'Encyclopédie d'Outre Mer l'une des dernières publications d'Émile Janier, une longue notice sur l'histoire de Tlemcen depuis l'époque médiévale. Malgré les drames de la guerre, il restait confiant en l'avenir de la cité des Zianides et achevait son étude par un hommage rendu à sa population musulmane :

« Tlemcen sera demain ce que ses fils voudront qu'elle soit. Ils ont fait la preuve qu'ils étaient capables de faire revivre les ruines et qu'ils goûtaient au charme intemporel, actuel parce qu'indestructible, de leur ville. Écoutons plutôt la chanson anonyme que l'un d'eux a composée à sa louange :
"Tlemcen, haute cité, que ton séjour est doux.
On trouve chez toi la tourterelle, la colombe et aussi le Sultan.
On trouve encore le Coran sacré que récitent les jeunes gens". »

## Publications

### Sous le nom d'Émile Janier
Mémoires au CHEAM :
- Les Oulémas en Oranie et leurs médersas réformistes, Paris, Centre des Hautes Études d’Administration Musulmane, 1947, 28 p.
- Les Médersas algériennes, Paris, Centre des Hautes Études d’Administration Musulmane, 14 mai 1948, 35 p.
- La Jeunesse musulmane d’Oranie en 1948, Paris, Centre des Hautes Études d’Administration Musulmane, 9 juin 1948, 23 p.

Dans la Revue Africaine :
- « Note sur une inscription arabe de 1846 trouvée dans le mur du Méchouar à Tlemcen », Revue Africaine, vol. 87,‎ 1943, p. 269-272.
- « Les Industries indigènes de la région des Trara », Revue Africaine, vol. 88, 1944, p. 43-66.
- « Les Bettiwa de Saint-Leu », Revue Africaine, vol. 89, 1945, p. 236-280.
- « Travaux de M. Alfred Bel, correspondant de l’Institut (14 mai 1873 – 18 février 1945) », Ibid., p. 110-116.
- « Trouvaille archéologique au Méchouar de Tlemcen », Revue Africaine, vol. 90, 1946, p. 208-210.
- Nécrologie de « Georges Marcy (1905–1946) », Revue Africaine, vol. 91, 1947, p. 338-348.
- « Bibliographie des publications qui ont été faites sur Tlemcen et sa région », Revue Africaine, vol. 93, 1949, p. 313-334.
- « Supplément à la bibliographie des publications qui ont été faites sur Tlemcen et sa région », Revue Africaine, vol. 95, 1951, p. 400-413.

Dans le Bulletin de la Société de Géographie et d’Archéologie d’Oran :
- Nécrologie d’« Alfred Bel (1873-1945) », Bulletin de la Société de Géographie et d’Archéologie d’Oran, vol. 65, 1944, p. 66-76.
- « Inscriptions arabes de Nédroma », Bulletin de la Société de Géographie et d’Archéologie d’Oran, vol. 66-67, 1945-1946, p. 23-30.
- « Les Saints musulmans tlemcéniens », Bulletin de la Société de Géographie et d’Archéologie d’Oran, vol. 68, 1947, p. 21-51.
- « Nemours et sa région », Bulletin de la Société de Géographie et d’Archéologie d’Oran, vol. 72, 1949, p. 30-37.
- « Armes de Tlemcen, ville française », Ibid., p. 38-41.
- Compte-rendu de « Francis Llabador, Nemours (Djemâa-Ghazaouât), monographie illustrée, Alger, La Typo-Litho, 1948 », Ibid. p. 101-103.
- « Nemours et sa région (suite et fin) », Bulletin de la Société de Géographie et d’Archéologie d’Oran, vol. 73, 1950, p. 5-20.

Dans le Bulletin de la Société Les Amis du Vieux Tlemcen :
- « Préface », Bulletin de la Société Les Amis du Vieux Tlemcen, no 1, 1950, p. 1-2.
- « Avant-propos », Bulletin de la Société Les Amis du Vieux Tlemcen, no 2, 1951-1952, p. 1-4.
- « Biographies des présidents des Amis du Vieux Tlemcen de 1936 à 1946 : Alfred Bel, André Lecoq, Pierre Cardonne », ibid., p. 5-9.
- « Visite archéologique de Honaïn, 20 mai 1951 », ibid., p. 50-53.
- « Stations préhistoriques de la région de Tlemcen », ibid., p. 64-70.
- « Préface », Bulletin de la Société Les Amis du Vieux Tlemcen, no 3, 1953-1954, p. 3-4.
- « Si Mahammed Ben Rahal (1856-1928) », ibid., p. 5.
- « Mohammed el-Oqbâni (1401-1466) », ibid., p. 8.
- « Germain Sabatier (1850-1923) », ibid., p. 13.
- « Siga », ibid., p. 68-77.
- « Préface », Bulletin de la Société Les Amis du Vieux Tlemcen, no 4, 1955-1956, p. 3-4.
- « Le Village d’Aïn-el-Hout », ibid., p. 66-72.
- « L’Enceinte mérinide de Mansoura », ibid., p. 112-135.

Dans Libyca, série « Archéologie, Épigraphie » :
- « Région de Siga (Oranie) : Poterie punique provenant de l’Île de Rachgoun », Libyca. Archéologie, Épigraphie, t. I, 1953, p. 268-272.
- « Inscriptions latines du Musée de Tlemcen », Libyca. Archéologie, Épigraphie, t. IV, 1er semestre 1956, p. 71-84.

Autres :
- « Travaux de M. Alfred Bel, correspondant de l’Institut (14 mai 1873 – 18 février 1945) », Bulletin des Études Arabes, vol. 5, no 22,‎ 1945, p. 62-67.
- « Lettre préface de M. Émile Janier au R.P.G. Théry », in Gabriel Théry, Tlemcen. Évocation sur son passé, Oran, Heintz Frères, 1945, p. 9-13.
- « La Composition française et les Jeunes Musulmans », Bulletin de l’Enseignement Public au Maroc, no 184, 1946, p. 27-37.
- « La Légende du Sultan Noir, son substrat historique », Forge. Cahiers Littéraires Nord-Africains, no 4, 1947, p. 61-66.
- « Avant-propos », in Georges Marcy, Le droit coutumier zemmoûr, Alger et Paris, La Typo-Litho & Jules Carbonel et Librairie Larose, coll. « Publications de l’Institut des Hautes Études Marocaines », 1949, p. v-vii.
- « Une inscription de l’église de Dame-Marie », Bulletin de la Société Historique et Archéologique de l’Orne, fasc. 28, 1953, p. 40-43.
- « Regards sur le passé », in Richesses de France, no 18, « Tlemcen et sa région », Bordeaux, Delmas, 1954, p. 23-30.
- « Tlemcen », in Dans la lumière des cités africaines, t. I, « Afrique du Nord », Paris, Encyclopédie d’Outre-Mer, 1956, p. 229-244.
- « Tlemcen (Pomaria) », in « Africa, North », in Bernard Samuel Myers (dir.), Encyclopedia of World Art, t. I, « Aalto – Asia Minor. Western », Londres, McGraw-Hill, 1959, p. 122-123 (trad. de Enciclopedia Universale Dell’arte, Venise et Rome, Istituto per la Collaborazione Culturale, 1958).

### Sous le nom de Paul-Émile Sarrasin
Ouvrage :
- La Crise algérienne, Paris, Le Cerf, coll. « Rencontres », 1949, 247 p.

Dans Terres d'Afrique :
- « Position des partis politiques musulmans en Algérie avant les élections du 10 novembre 1946 », Terres d’Afrique, 3e année, no 33, novembre 1946, p. 267-278.
- « La Moralité en Islam », Terres d’Afrique, 4e année, no 38, avril 1947, p. 359-368.
- « Actualités algériennes », Terres d’Afrique, 4e année, no 40, juin 1947, p. 559-568.
- « De l’enseignement des musulmans », Terres d’Afrique, 4e année, no 41, juillet 1947, p. 7-12.
- « L’Évolution des jeunes Nord-africains vue par l’un d’eux », Terres d’Afrique, 5e année, no 45, janvier 1948, p. 7-13.
- Compte rendu de « Henri Bénazet, L’Afrique française en danger, Paris, Fayard, 1947 », Terres d’Afrique, 5e année, no 47, mars 1948, p. 108-111.
- « L’Évolution de la jeunesse musulmane d’Algérie », Terres d’Afrique, 6e année, n° spécial « Jeunesses en Terres d’Afrique », 1949, p. 79-109.

Dans Questions actuelles/Écrits de Paris :
- « Les Partis politiques musulmans », Questions actuelles. Bulletin intérieur mensuel du Centre d’études des questions actuelles, politiques, économiques et sociales, 3e année, no 26, 1946, p. 34-41.
- « L’Actualité algérienne », Écrits de Paris. Revue des questions actuelles, no 8, août 1947, p. 74-79.

Dans les Cahiers Charles de Foucauld :
- « L’Évolution des jeunes Nord-Africains vue par l’un d’eux », Cahiers Charles de Foucauld, 3e série, vol. 9, « Le Maroc », 1948, p. 111-118.